# Espaço Europeu da Investigação
O Espaço Europeu da Investigação (EEI) (em inglês: European Research Area, ERA) é um sistema de programas de investigação científica que integra os recursos científicos da União Europeia (UE). Desde a sua criação em 2000, a estrutura concentrou-se na cooperação europeia nos domínios da investigação médica, ambiental, industrial e socioeconómica. O EEI enquanto sistema de pesquisa e inovação pode ser comparado ao sistema equivalente do "mercado comum" europeu de bens e serviços. O seu objetivo é aumentar a competitividade das instituições de pesquisa europeias, reunindo-as e incentivando uma forma de trabalho mais inclusiva, semelhante ao que já existe entre as instituições da América do Norte e do Japão. O aumento da mobilidade dos trabalhadores do conhecimento e o aprofundamento da cooperação multilateral entre as instituições de pesquisa entre os estados-membros da União Europeia são objetivos centrais do EEI.
A secção 1 do artigo 179.º do Tratado sobre o Funcionamento da União Europeia afirma o seguinte:
A União tem por objetivo reforçar as suas bases científicas e tecnológicas, através da realização de um espaço europeu de investigação no qual os investigadores, os conhecimentos científicos e as tecnologias circulem livremente, fomentar o desenvolvimento da sua competitividade, incluindo a da sua indústria, bem como promover as ações de investigação consideradas necessárias ao abrigo de outros capítulos dos Tratados.

## História
A criação de um Espaço Europeu da Investigação (EEI) foi proposta pela Comissão Europeia na sua comunicação Rumo a um Espaço Europeu da Investigação (Towards a European Research Area) de janeiro de 2000. O objetivo de criar o EEI foi aprovado pela UE pouco tempo depois no Conselho Europeu de Lisboa de março de 2000.
Em 2002, o Conselho Europeu de Barcelona fixou uma meta de intensidade de investimento em I&D da UE de cerca de 3% do PIB. Subsequentemente, a Comissão propôs um plano de ação abrangente para aumentar e melhorar as despesas de I&D na Europa e todos os estados-membros estabeleceram metas nacionais de investimento em I&D ligadas ao objetivo geral de 3%.
A coordenação de políticas no EEI foi abordada pelo Conselho Europeu da Primavera de março de 2003 através do "Método Aberto de Coordenação, MAC" ("Open Method of Coordination, OMC"), introduzido pelo Conselho Europeu de Lisboa em 2000, quando concordou em aplicar o MAC às políticas relacionadas com o investimento na investigação, bem como aos recursos humanos e à mobilidade dos investigadores.
Em 2006, a UE adotou uma estratégia de inovação de base alargada destinada a melhorar as condições de enquadramento para a investigação e a inovação. Neste contexto, por exemplo, foi adotado em novembro de 2006 um quadro comunitário modernizado para os auxílios estatais à investigação e inovação e foram tomadas iniciativas para apoiar a emergência de «mercados líderes» europeus em setores promissores de elevada intensidade tecnológica.
Foram lançadas iniciativas para melhorar a coordenação das atividades e programas de investigação. Incluem as Plataformas Tecnológicas Europeias (European Technology Platforms), através das quais a indústria e outras partes interessadas desenvolvem visões partilhadas a longo prazo e agendas de investigação estratégica em áreas de interesse empresarial, e o ascendente esquema (scheme) EEI-Net (ERA-Net) que apoia a coordenação de programas nacionais e regionais.
Os Programas-quadro de investigação e desenvolvimento tecnológico da UE foram explicitamente concebidos para apoiar a criação do EEI. Novas iniciativas lançadas em conjunto com o 7.º Programa-Quadro (2007-2013), como o Conselho Europeu de Investigação (CEI), têm um impacto importante no cenário europeu de pesquisa. O Instituto Europeu de Inovação e Tecnologia (IET) também deve desempenhar um papel importante na criação de "comunidades de conhecimento e inovação" de classe mundial.
A política de coesão da UE e os seus instrumentos financeiros – os Fundos Estruturais – dão forte prioridade ao desenvolvimento das capacidades de investigação e inovação, especialmente nas regiões menos desenvolvidas. Juntamente com a prioridade atribuída às políticas internas da maioria dos estados-membros, isto pode ajudar toda a Europa a participar e a tirar pleno partido do Espaço Europeu da Investigação.
Instrumentos para parcerias público-públicas como as Iniciativas de Programação Conjunta (Joint Programming Initiatives), o Esquema (Scheme) EEI-Net (ERA-Net) e as Iniciativas do Artigo 185 foram desenvolvidos para promover a coordenação entre as organizações nacionais de financiamento de pesquisa. Isto resultou em atividades em rede e no lançamento de chamadas transnacionais conjuntas para projetos de pesquisa. Em 2017, mais de 100 países participaram em cerca de 90 redes de pesquisa P2P ativas.
A Comissão decidiu dar um novo impulso à construção do EEI em 2007. Publicou um Livro Verde sobre o EEI apelando ao fim da fragmentação do panorama europeu da investigação. Uma ampla consulta pública confirmou as principais orientações políticas estabelecidas no Livro Verde.
Na sequência disto, em 2008, os estados-membros e a Comissão lançaram uma nova parceria política, denominada "Processo de Liubliana", para ultrapassar a fragmentação e construir um EEI forte. O objetivo final do Processo de Liubliana era estabelecer “o papel fundamental do EEI como pilar primordial dos objetivos de Lisboa e como motor para impulsionar a competitividade da Europa”. A adoção, em 2 de dezembro de 2008, da Visão 2020 do Espaço Europeu de Investigação pelo Conselho constitui um marco fundamental no Processo de Liubliana.
Na sua Resolução de 7 de dezembro de 2009 sobre a governação reforçada do EEI, o Conselho convidou a Comissão a prosseguir e a desenvolver consultas sistemáticas e estruturadas com os estados-membros e outras partes interessadas de forma transparente e lançou o processo de redefinição da missão do CREST (Scientific and Technical Research Committee).
Paralelamente, na sequência das propostas da Comissão, os estados-membros lançaram iniciativas de "parceria" para aumentar a cooperação em cinco áreas: carreiras, condições de trabalho e mobilidade dos investigadores; a conceção e operação conjunta de programas de pesquisa; a criação de infraestruturas europeias de investigação de craveira mundial; a transferência de conhecimento e a cooperação entre a pesquisa pública e a indústria e a cooperação internacional em ciência e tecnologia.